# Alan Baxter (actor)
Alan Baxter (19 de noviembre de 1908 – 7 de mayo de 1976) fue un actor cinematográfico y televisivo de nacionalidad estadounidense. A lo largo de su carrera participó en más de 50 filmes entre 1935 y 1971, y en unas 60 producciones televisivas desde 1949 a 1971.

## Biografía
Nacido en East Cleveland, Ohio, obtuvo el título de grado en el Williams College, donde fue miembro de la fraternidad Phi Sigma Kappa y compañero de clase de Elia Kazan. Después se formó en el 47 Drama Workshop de la Universidad de Yale.
Entre las obras teatrales en las que Baxter participó en el circuito de Broadway figuran The Hallams (1947), Home of the Brave (1945), The Voice of the Turtle (1943), Winged Victory (1943), Thumbs Up! (1934) y Lone Valley (1932).
Baxter vio interrumpida su carrera en la Segunda Guerra Mundial, durante la cual sirvió en el Cuerpo Aéreo del Ejército de los Estados Unidos.
Entre otros papeles cinematográficos, muchos de ellos del género western, figuran el de Clay Tolliver en The Trail of the Lonesome Pine (1936), Cary Butler en Big Brown Eyes (1936), Curtis Palmer in Thirteen Hours by Air (1936), Joe Montgomery en Breezing Home (1937), Acey Kile en The Last Gangster (1937), Joe Linden en Let Us Live! (1939), Billy Herndon en Abe Lincoln in Illinois (1940), Larry Perrin en Escape to Glory (1940), Oliver Brown en Camino de Santa Fe (1940), y el bandido Jesse James en Bad Men of Missouri (1941).
Fue dirigido por Alfred Hitchcock en Saboteur (1942), película en la cual interpretó al espía nazi Freeman. Continuó su carrera en el cine siendo David Bowman en Prisoner of Japan (1942), Brad Stickman en The Human Comedy (1943), Joe Morgan en Submarine Base (1943), Paul Hover en The Prairie (1947), Barney Remington en The True story of Jesse James (1957), Reed Williams en Face of a Fugitive (1959), Jack Millay en Welcome to Hard Times (1967), Mr. Fenty en La leyenda de la ciudad sin nombre (1969) y el gobernador Sam Axtell en Chisum (1970).
Trabajó igualmente en numerosos episodios de series televisivas, habitualmente como artista invitado. Así, actuó en dos episodios de Thriller, dos episodios de Intriga en Hawái, cuatro de 77 Sunset Strip, dos de Surfside 6, dos de Los Intocables, cuatro de Perry Mason, tres de El virginiano y dos de O'Hara, U.S. Treasury.
Su última actuación televisiva llegó el 26 de noviembre de 1971 en el episodio Operation: Hijack de la serie O'Hara, U.S. Treasury, trabajando por última vez en el cine en el film de horror Willard (1971).
Alan Baxter falleció a causa de un cáncer en Woodland Hills, California, el 7 de mayo de 1976, a los 67 años de edad. Sus restos fueron incinerados.
Había estado casado con la actriz Barbara Williams durante 17 años, falleciendo ella el 9 de noviembre de 1953. En 1955 se casó con Christy Palmer, con la cual permaneció unido hasta su muerte.

## Filmografía (selección)

### Cine
- 1935 : Mary Burns, Fugitive, de William K. Howard
- 1936 : The Trail of the Lonesome Pine, de Henry Hathaway
- 1936 : Big Brown Eyes, de Raoul Walsh
- 1936 : Thirteen Hours by Air, de Mitchell Leisen
- 1936 : The Case Against Mrs. Ames, de William A. Seiter
- 1936 : Parole!, de  Lew Landers
- 1937 : Breezing Home, de Milton Carruth
- 1937 : Men in Exile, de John Farrow
- 1937 : Night Key, de Lloyd Corrigan
- 1937 : It Could Happen to You!
- 1937 : The Last Gangster, de Edward Ludwig
- 1937 : Big Town Girl, de Alfred L. Werker
- 1938 : Volvió el amor, de Joshua Logan, Arthur Ripley y George Cukor
- 1938 : Wide Open Faces
- 1938 : Gangs of New York, de James Cruze
- 1939 : Off the Record
- 1939 : Boy Slaves, de P. J. Wolfson
- 1939 : Let Us Live, de John Brahm
- 1939 : My Son Is a Criminal
- 1939 : Each Dawn I Die, de William Keighley
- 1939 : In Name Only, de  John Cromwell
- 1940 : The Lone Wolf Strikes, de Sidney Salkow
- 1940 : Abe Lincoln in Illinois, de John Cromwell
- 1940 : Free, Blonde and 21, de Ricardo Cortez
- 1940 : Escape to Glory, de John Brahm
- 1940 : The Man Who Talked Too Much, de Vincent Sherman
- 1940 : Camino de Santa Fe, de Michael Curtiz
- 1941 : Under Age, de Edward Dmytryk
- 1941 : Bad Men of Missouri, de Ray Enright
- 1941 : Rags to Riches
- 1941 : The Pittsburgh Kid
- 1941 : Shadow of the Thin Man
- 1941 : Borrowed Hero
- 1942 : Saboteur, de Alfred Hitchcock
- 1942 : Prisoner of Japan
- 1942 : Stand by All Networks
- 1942 : China Girl
- 1943 : The Human Comedy
- 1943 : Behind Prison Walls
- 1943 : Pilot N° 5
- 1943 : Submarine Base
- 1943 : Women in Bondage
- 1944 : Cita en los cielos, de George Cukor
- 1947 : The Prairie
- 1948 : Close-Up
- 1949 : She Shoulda Said No!, de Sam Newfield
- 1949 : The Set Up
- 1957 : The True story of Jesse James
- 1958 : The Restless Years
- 1959 : The End of the Line
- 1959 : Face of a Fugitive
- 1960 : The Mountain Road
- 1961 : Judgment at Nuremberg
- 1966 : Propiedad condenada, de Sydney Pollack
- 1967 : Welcome to Hard Times
- 1969 : La leyenda de la ciudad sin nombre
- 1970 : Chisum
- 1971 : Willard

### Televisión
- 1949 : The Chevrolet Tele-Theatre – serie TV, un episodio
- 1949 : Suspense – serie TV, un episodio
- 1957 : Telephone Time – serie TV, un episodio
- 1958 : Whirlybirds – serie TV, un episodio
- 1958 : M Squad – serie TV, un episodio
- 1958 : The Restless Gun – serie TV, un episodio
- 1958 : Westinghouse Desilu Playhouse – serie TV, un episodio
- 1959-1962 : 77 Sunset Strip – serie TV, cuatro episodios
- 1959 : The Rifleman – serie TV, un episodio
- 1959 : Tales of Wells Fargo – serie TV, un episodio
- 1959 : Wagon Train – serie TV, un episodio
- 1959 : Rawhide – serie TV, un episodio
- 1959 : Tightrope – serie TV, un episodio
- 1959 : Bronco – serie TV, un episodio
- 1959 : The Alaskans – serie TV, un episodio
- 1960 y 1962 : Thriller – serie TV, dos episodios
- 1960-1966 : Perry Mason – serie TV, cuatro episodios
- 1960 : Death Valley Days – serie TV, un episodio
- 1960 : Alfred Hitchcock presenta – serie TV, un episodio
- 1960 : Laramie – serie TV, un episodio
- 1960 : The Deputy – serie TV, un episodio
- 1960 : Colt.45 – serie TV, un episodio
- 1960 : The United States Steel Hour – serie TV, un episodio
- 1960 : Sugarfoot – serie TV, un episodio
- 1960 : Bourbon Street Beat – serie TV, un episodio
- 1960 : The Detectives Starring Robert Taylor – serie TV, un episodio
- 1960 : Cheyenne – serie TV, un episodio
- 1960 : Michael Shayne – serie TV, un episodio
- 1960 : Hong Kong – serie TV, un episodio
- 1960 : The Life and Legend of Wyatt Earp – serie TV, un episodio
- 1960 y 1962 : Intriga en Hawái – serie TV, dos episodios
- 1960 y 1962 : Surfside 6 – serie TV, dos episodios
- 1961 y 1962 : Los Intocables – serie TV, dos episodios
- 1961 y 1963 : Gunsmoke – serie TV, dos episodios
- 1961 : Ripcord – serie TV, un episodio
- 1961 : Maverick – serie TV, un episodio
- 1961 : The Aquanauts – serie TV, un episodio
- 1961 : The Tall Man – serie TV, un episodio
- 1962 : Lawman – serie TV, un episodio
- 1962 : Saints and Sinners – serie TV, un episodio
- 1962 : Have Gun - Will Travel – serie TV, un episodio
- 1963 : The Dakotas – serie TV, un episodio
- 1963 : The Outer Limits – serie TV, un episodio
- 1964 : El fugitivo – serie TV, un episodio
- 1964 : Combat! – serie TV, un episodio
- 1964 : Profiles in Courage – serie TV, un episodio
- 1965-1970 : El virginiano – serie TV, tres episodios
- 1971 : The Alfred Hitchcock Hour – serie TV, un episodio
- 1971 : El Llanero Solitario – serie TV, un episodio
- 1965 : Branded – serie TV, dos episodios
- 1966 : The Legend of Jesse James – serie TV, un episodio
- 1966 : The Wild Wild West – serie TV, un episodio
- 1966 : Daniel Boone – serie TV, un episodio
- 1966 : The Monroes – serie TV, un episodio
- 1967 : My Three Sons – serie TV, un episodio
- 1967 : Run for Your Life – serie TV, un episodio
- 1967 : Bob Hope Presents the Chrysler Theatre – serie TV, un episodio
- 1968 : Ironside – serie TV, un episodio
- 1968 : Superagente 86 – serie TV, un episodio
- 1968 : Bonanza – serie TV, un episodio
- 1969 : The Mod Squad – serie TV, un episodio
- 1970 : Mannix – serie TV, un episodio
- 1970 : It Takes a Thief – serie TV, un episodio
- 1970 : Adam-12 – serie TV, un episodio
- 1970 : The Bold Ones: The Lawyers – serie TV, un episodio
- 1970 : Green Acres – serie TV, un episodio
- 1971 : Alias Smith and Jones – serie TV, un episodio
- 1971 : O'Hara, U.S. Treasury – serie TV, dos episodios